# 통과 망원경
통과 망원경은 우주의 천체와 현상을 관측하기 위해 설계된 망원경이다. 천체 사진기의 한 종류이다.

## 설명
천문학에서 통과 망원경(영어:transit instrument[트랜짓 인스투르먼트])는 항성의 위치를 정확하게 관측하는 데 사용되는 매우 정확하게 눈금이 표시된 작은 망원경이다. 그것들은 이전에 천문 관측소와 해군 관측소에서 항해사들이 천상의 항해를 위해 사용하기 위한 항해 연감을 수집하고 선박에 실려 있는 해양 크로노미터를 탐지하기 위해 사용되었던 매우 정확한 시계(천문학적 조정기)를 설정하기 위하고 별의 이동을 관찰하기 위해 널리 사용되었다. 경도, 그리고 원자 시계 이전의 주요 시간 기준으로 하여 악기는 자오선, 자오선, 보편 악기의 세 그룹으로 나뉠 수 있다. 자오선 망원경은 이 통과 망원경의 대표적인 예시의 망원경이 된다.

## 같이 보기
- 천문학
- 망원경